# Garni (ort i Armenien)
Garrni är en ort i Armenien.   Den ligger i provinsen Kotajk, i den centrala delen av landet, 20 kilometer öster om huvudstaden Jerevan. Garrni ligger 1 413 meter över havet och antalet invånare är 6 827.
Terrängen runt Garrni är lite bergig. Runt Garrni är det ganska tätbefolkat, med 155 invånare per kvadratkilometer.. Närmaste större samhälle är Jerevan, 20,0 kilometer väster om Garrni. 
Trakten runt Garrni består i huvudsak av gräsmarker.